# Glacier View
Glacier View és una concentració de població designada pel cens dels Estats Units a l'estat d'Alaska. Segons el cens del 2000 tenia 249 habitants.

## Demografia
Segons el cens del 2000, Glacier View tenia 249 habitants, 104 habitatges, i 61 famílies La densitat de població era de 0,2 habitants/km².
Dels 104 habitatges en un 26% hi vivien nens de menys de 18 anys, en un 51% hi vivien parelles casades, en un 4,8% dones solteres, i en un 40,4% no eren unitats familiars. En el 36,5% dels habitatges hi vivien persones soles el 9,6% de les quals corresponia a persones de 65 anys o més que vivien soles. El nombre mitjà de persones vivint en cada habitatge era de 2,39 i el nombre mitjà de persones que vivien en cada família era de 3,11.
Per edats la població es repartia de la següent manera: un 26,5% tenia menys de 18 anys, un 2,4% entre 18 i 24, un 24,9% entre 25 i 44, un 34,9% de 45 a 60 i un 11,2% 65 anys o més.
L'edat mediana era de 43 anys. Per cada 100 dones hi havia 122,3 homes. Per cada 100 dones de 18 o més anys hi havia 125,9 homes.
La renda mediana per habitatge era de 36.429 $ i la renda mediana per família de 46.250 $. Els homes tenien una renda mediana de 13.542 $ mentre que les dones 36.250 $. La renda per capita de la població era de 14.855 $. Cap de les famílies i el 4% de la població estaven per davall del llindar de pobresa.

## Poblacions més properes
El següent diagrama mostra les poblacions més properes.